# マックス・ジ・インペイラー
マックス・ジ・インペイラー (英:Max The Impaler) は、アメリカの女子プロレスラー。178cm、95kgの巨体と、世紀末を思わせる出で立ちが特徴。第11代NWA世界女子TV・インターナショナル・プリンセス王者。

## 来歴
2018年にアメリカでデビュー、ROHやAEWでファイトした。
2022年8月12日に初来日、東京江東区の東京スポーツ社をプロモーションのため「襲撃」し、冷凍庫の餃子1袋を強奪し、女性社員1人を攫ってしまった。翌13日、後楽園ホールで行われた東京プリンセスカップにて原宿ぽむと対戦し勝利した。対戦後、原宿は「途中でワケが分からなくなって帰りたくなった。もう2度と会いたくない。体が東西南北全部に散らばるかと思った」とコメントした。
2022年10月9日、東京ドームシティホール大会の6人タッグ戦に参加。辰巳リカ、愛野ユキと組み、アジャ・コング、らく、原宿ぽむと対戦した。この時は、敵味方を問わず投げつける怪力を見せ、アジャ・コングと場外乱闘する場面もあった。
2023年1月8日、岡山にて東京女子プロレス主催の「TJPW CITY CIRCUIT WINTER～岡山公演～」にハイディ・ハウイツァと組み「怪女コンビ」として参戦、坂崎ユカ・遠藤有栖コンビを下し、プリンセスタッグベルトを手にした。
2023年3月18日、東京・有明コロシアムで行われた「GRAND PRINCESS ’23」に出場し、山下実優、伊藤麻希の「121000000(ワン・トゥー・ミリオン)」と対戦。合体技を回避されたところに山下のリターンクラッシュを食らい敗れ、ベルトを失う。
2023年4月15日、東京・後楽園ホールで行われた「STAND ALONE ’23」の第5試合では原宿ぽむとタッグを組み、坂崎ユカ・桐生真弥組をパワーで圧倒、合体式ぽむ・ど・じゃすてぃす(ウェイストランド・ウォー・じゃすてぃす)を決めて、勝利した。
2023年4月18日、東京の秋葉原で行われたプリンセスタッグ王座調印式で、王者である「マジカルシュガーラビッツ(瑞希・坂崎ユカ)」、パートナーとなる原宿ぽむがいる会場にうめき声をあげながら乱入し、調印書を食いちぎり、原宿ぽむを連れ去ってしまった。ボロボロの調印書が残され、結局調印はなされなかったが、難波小百合リングアナが「ヤル気の表れ」と評し、正式なタイトルマッチとして認定された。22日、大阪大会に出場し、パートナーの原宿をぶん投げるなど連携がとれなかったが、徐々に原宿の指示を聞くようになり、合体技を決める善戦を見せたが、坂崎のマジカルメリーゴーランドでタッグが分断されたところ、原宿が坂崎の強烈なエルボーを喰らって敗れ、ベルトの奪還は成らなかった。試合後には、号泣する原宿の涙を拭うなど人間らしい振る舞いを見せた。
2023年7月8日、東京・大田区総合体育館大会で行われた3WAYタッグマッチで再び原宿と組み、アジャ・コングとらくのタッグ、中島翔子とハイパーミサヲのタッグと対戦した。コールでは大量の紙テープが飛ばされ、その人気振りを窺わせたが、その紙テープをムシャムシャと食べてしまった。過去に場外で乱戦を繰り広げたアジャとの対決が注目され、ラリアットで中島とミサヲを吹っ飛ばし、味方である原宿をまたしてもぶん投げるなど怪物振りを発揮した。試合は原宿が中島に沈められて敗北。不完全燃焼に終わったインペイラーは試合後も大暴れし、スタッフ7人が控室へ連行していった。
2023年10月9日、東京たま未来メッセでインターナショナル・プリンセス王者の辰巳リカと対戦、辰巳のヒップアタックやドラゴン・スクリューに苦しめられ、足4の字固めでギブアップ寸前まで追い込まれたが、最後は辰巳を体ごと持ち上げリングに叩きつけて勝利。辰巳の王座防衛を4度で止め、第11代プリンセス王座のベルトを手にした。
2024年1月4日、後楽園ホールにて、SKE48の荒井優希と対戦、自慢のパワーで何度も荒井をマットに叩きつけたが、一瞬のスキを突かれ荒井得意のかかと落としを喰らい敗北、荒井にベルトを譲った。試合後、1年前の対戦で荒井から奪った髪飾りを返し、荒井を驚かせた。

## 人物
ノンバイナリーであることを告白している。その為、英語での一人称はtheyを使用している。

## ファイトスタイル
巨体を活かしたボディアタックやラリアットを得意としている。また相手の蹴りを片手で受け止めたり、力任せでぶん投げたりするなど常識外れなファイトスタイルをとる。